# Кортни Лав
Кортни Лав (енгл. Courtney Michelle Love), рођена као Кортни Мишел Харисон (енгл. Courtney Michelle Harrison; Сан Франциско, 9. јул 1964) америчка је рок певачица, глумица и текстописац. Најпознатија је као певачица алтернативног рок бенда Hole и жена прерано преминулог певача Курта Кобејна.
Часопис Rolling Stone је прогласио Кортни за најконтроверзнију жену у историји рок музике икада. Као глумица, освојила је награду Златни глобус.

## Музика
Кортни је почела музичку каријеру још као тинејџерка, а једна од првих бендова у којима је кратко певала био је Faith No More. Много година касније, сама тврди да је у том периоду једва преживела пошто је пар година раније побегла од куће и била приморана да ради по кафићима, клубовима а неко време и као стриптизета. Након тога, са пријатељицом основала је бенд The Pagan Babies. Након што су снимили 4 демо песме, због свађе, Кортни је била избачена из бенда. Почетком 1989. почела је да учи да свира гитару и кренула да оснива своју групу а исто време појавила се и у пар филмова, са мањим улогама.
На неком од рок фестивала упознала је неке од извођача који ће много година касније бити у бенду, а потом и Ерика Ерландсона, првог званичног члана и гитаристе групе Hole.
Први албум Pretty on the Inside група је издала 1991. године за независну музичку кућу. Албум је био мешавина панка и рока, а интересантно је да је тај исти албум био продаванији него првенац групе Нирвана иако су много њихови фанови тврдили да је Кортни донела слабу себи и свом албуму само уз помоћ Курта и његове славе.
Други албум Live Through This изашао је у продају 1994. године, пар дана након што је Курт Кобејн пронађен мртав. Албум је проглашен за један од најбољих гранџ албума деведесетих и добио је култни статус, како због контроверзних песама и текстова, тако и због чињенице да се на албуму могу чути и Куртови вокали у неколико песама.
Само два месеца након смрти Кобејна и изласка албума, басиста групе Hole, Kristen Pfaff се предозирала и пронађена је мртва у свом стану. То је био још један ударац за Кортни и још један од разлога за њене покушаје самоубиства у том периоду.
Следећи албум, Celebrity Skin, нашао се у продаји крајем 1998. године. Овог пута доста блажи звук, велики број рок балада и тешких текстова, донели су овој групи још већи комерцијални успех и позитивне реакције музичких критичара. Неки од фанова били су разочарани што је Кортни на први поглед скинула своју круну гранџ краљице али њихови концерти на крају су их уверили да је она остала иста.
После више од десет година постојања, 2001. године, група је најавила да се разилази и отказала неколико наступа који су били у склопу турнеје њиховог задњег албума. Следеће године, званично, група се распала.
Кортни је још тад најавила да планира да изда соло албум и кренула је да ради на новим песмама. Након неколико мањих наступа на којима је певала своје демо песме, њен први соло албум America’s Sweetheart нашао се у продаји 2004. године. Доста бржи и тврђи звук ставили су Кортни поново у центар света алтернативног рока. Нажалост, због проблема у приватном животу и бројним суђењима због прекршаја, албум готово да није ни имао промоцију и није направио већи комерцијални успех. Кортни је изјавила да је за то крива музичка кућа Virgin која јој није дала креативну слободу и убрзавала излазак албума, па је из тог разлога већина песама остала у свом првобитном демо стању и нису биле довршене онако како је она желела. Милионски уговор је затим прекинут а Кортни је почела са радом на новом албуму који би требало да се нађе у продаји крајем 2008. године и носи назив Nobody's Daughter.

## Брак
Кортни Лав је први пут видела Кобејна на једном наступу 1988. године. Према речима новинарке Еверет Тру, формално су се упознали на једном концерту у Лос Анђелесу у мају 1991, мада се према многим изворима први сусрет десио у Портланду 1989. Од јесени 1991. су често били заједно, често користећи дрогу.
Године 1992. Кортни је затруднела и 24. фебруара исте године Курт и Кортни су се венчали на Хавајима, после завршетка турнеје Нирване по Аустралији. Пар добија ћерку, Франсис Бин Кобејн, 18. августа 1992. године.
Кортни Лав није баш била популарна код обожавалаца Нирване. Највећи критичари сматрају да је Кортни користила Курта да би постала славна, упоређујући се са Јоко Оно.

## Скандали
Кортни Лав је иза себе има брдо скандала који су почели и пре контроверзног брака са фронтменом групе Нирвана.
Један од највећих био је када им се родила ћерка, након што су једне новине објавиле како је користила дрогу у току трудноће. Због шокантног чланка, социјална служба је у више наврата покушала да им узме дете. Курт Кобејн, отац ћеркице, и Кортни су били приморани да недељно иду на тестове и неко време нису имали старатељство.
Након смрти Кобејна, многи су веровали да је у то и она умешана па је велики број огорчених фанова Нирване покушавао да на сваки начин оптужи њу за његову смрт.
У једним новинама Кортни је изјавила како јој је отац, кад је имала само 4 године, давао LSD и оптужила своју мајку за злостављање.
У току 2004. имала је преко десет хапшења због нереда у јавности, дроге и туча под дејством опијата. Због истих мало је фалило да оде у затвор али је судија пристао на притвор у клинику за одвикавање у којој је била скоро пола године.
Током година од смрти Кобејна, остатак бенда и она водили су судске спорове оке музичке куће коју су чланови бенда Нирвана и Hole заједно основали.

## Дискографија
- Pretty On The Inside (1991)
- Live Through This (1994)
- My Body, The Hand Grenade (1997)
- Celebrity Skin (1998)
- America's Sweetheart (2004)
- Nobody's Daughter (2008)

## Филмографија
| Улоге Кортни Лав |                            |               |         |                             |
| Година           | Српски назив               | Изворни назив | Улога   | Напомена                    |
| 1986.            |                            |               |         |                             |
| 1987.            |                            |               |         |                             |
| 1988.            |                            |               |         |                             |
| 1991.            |                            |               |         | документарни                |
| 1995.            |                            |               |         | Executive music coordinator |
| 1996.            |                            |               |         |                             |
| 1996.            |                            |               |         |                             |
| 1996.            | Народ против Ларија Флинта |               |         |                             |
| 1996.            |                            |               |         | документарни                |
| 1997.            |                            |               |         | документарни                |
| 1998.            |                            |               |         | документарни                |
| 1999.            |                            |               | наратор | документарни                |
| 1999.            |                            |               |         |                             |
| 1999.            |                            |               |         |                             |
| 2000.            |                            |               |         |                             |
| 2000.            |                            |               |         | документарни                |
| 2001.            |                            |               |         |                             |
| 2001.            |                            |               |         | документарни                |
| 2002.            |                            |               |         |                             |
| 2003.            |                            |               |         | документарни                |